# Международная ассоциация экономических и социальных советов и схожих институтов
Международная ассоциация экономических и социальных советов и схожих институтов (МАЭСССИ, англ. International Association of Economic and Social Councils and Similar Institutions, AICESIS) зарегистрирована в юрисдикции Нидерландов; штаб-квартира расположена в Брюсселе (Бельгия). Учредительное заседание МАЭСССИ состоялось 1-го июля 1999 г. в Порт-Луи (Республика Маврикий).
Членами МАЭСССИ являются экономические и социальные советы (ЭСС) — консультативные организации, в которые входят объединения системы социального партнерства (работодатели, профсоюзы), иные институты гражданского общества, являющиеся важными составляющими системы партисипативного управления в современном обществе.
Национальные советы, являющиеся членами МАЭСССИ, представляют собой самостоятельные институты, учрежденные в соответствии с Конституцией, законом, указом, иным нормативно-правовым актом, участвующие в выработке решений по социальным, экономическим и экологическим вопросам национальной повестки дня.
МАЭСССИ динамично развивается. Изначально Ассоциация насчитывала 27 членов. По состоянию на 2015 год в МАЭСССИ зарегистрированы 72 страны с четырёх континентов: Африка, Азия — Евразия — Ближний Восток, Европа, Латинская Америка — Карибский бассейн.

## История создания
Инициаторами создания МАЭСССИ выступили председатель Экономического и социального совета Франции Жан Маттеоли (Jean Matteoli) и председатель Экономического и социального совета Кот-д'Ивуара Филипп Ясе (Philippe Yacé) в Каракасе (Венесуэла) в 1997 году.
2 июля 1999 года в Порт-Луи экономические и социальные советы и схожие институты единогласно одобрили Устав МАЭСССИ. Изменения в Устав вносились общим собранием в Сеуле (Республика Корея) в сентябре 2006 года и в Рио-де-Жанейро (Бразилия) в июне 2012 года.

## Президенты
(срок председательства — 2 года)
- Херман Уижфелс (Herman H. F. Wijffels) — 1999—2001, председатель Экономического и социального совета Нидерландов
- Мохамед Салах Ментури (Mohamed Salah Mentouri) — 2001—2003, председатель Национального экономического и социального совета Алжира
- Жак Дермань (Jacques Dermagne) — 2003—2005, председатель Экономического, социального и экологического совета Франции
- Ван Чжунъюй (Wang Zhongyu) — 2005—2007, председатель Экономического и социального совета Китая
- Жозе Мусио Монтейро (José Mucio Monteiro) — 2007—2008, председатель Совета по экономическому и социальному развитию Бразилии
- Януш Тод (Janos Todt) — 2008—2009, председатель Национального экономического и социального совета Венгрии
- Антонио Марцано (Antonio Marzano) — 2009—2011, председатель Национального совета по экономике и труду Италии
- Мохамед Сегир Бабес (Mohamed Seghir Babes) — 2011—2013, председатель Национального экономического и социального совета Алжира
- Евгений Павлович Велихов — 2013—2015, секретарь Общественной палаты Российской Федерации
- актуализировать

## Генеральные секретари
(срок исполнения обязанностей — 4 года)
- Г-н Бертран Дюрюфле (Mr. Bertrand Duruflé) — 1999—2008
- Г-н Патрик Вентурини (Mr. Patrick Venturini) — с 1 января 2009 года
- актуализировать

## Цели
Членство в Ассоциации строится на принципе взаимного уважения самостоятельности и независимости всех организаций-членов. В своей деятельности МАЭСССИ руководствуется следующими основополагающими целями:
- способствовать взаимодействию членов Ассоциации через обмен опытом и лучшими практическими наработками;

- содействовать развитию и укреплению общественно-гражданского диалога и, в более широком смысле, демократии участия;
- поощрять и оказывать содействие в создании ЭСС в странах, где они на текущий момент отсутствуют, в соответствии с принципами Организации объединенных наций и Всеобщей декларации прав человека, а также фундаментальными принципами и правами в сфере труда, признаваемыми всем членами Международной организации труда.

## Структура
На сегодняшний день в состав МАЭСССИ входят 72 института гражданского общества, 62 из которых имеют действительное членство в Ассоциации, 6 — ассоциированное и 4 наблюдателя.
В МАЭСССИ 4 руководящих органа:
- Высшим органом является Генеральная ассамблея. Сессии Генеральной ассамблеи проводятся раз в год в одной из стран-членов Ассоциации. Решения по деятельности и стратегии развития МАЭСССИ принимаются большинством голосов.
- Президиум осуществляет общее руководство деятельностью Ассоциации. Заседания Президиума проводятся по инициативе председателя Ассоциации или не менее двух членов Президиума (традиционно, дважды в год). В состав Президиума входят 18 членов МАЭСССИ, утверждаемых Генеральной ассамблеей сроком на два года на основании принципа сбалансированного географического представительства регионов (в действующем составе Президиума три представителя от Латинской Америки и Карибского бассейна, шесть представителей от Африки, пять представителей от Европы, три представителя от Азии-Евразии-Ближнего Востока).
- Президентом МАЭСССИ является председатель экономического и социального совета — действительного члена Ассоциации. Страна-председатель Ассоциации утверждается Генеральной ассамблеей по принципу континентальной ротации, сроком на два года. Президент совместно с Президиумом осуществляет руководство деятельностью Ассоциации. Президент представляет Ассоциацию, председательствует в ходе заседаний Президиума и Генеральной ассамблеи.
- Генеральный секретариат представлен Генеральным секретарем, избираемым Генеральной ассамблеей по предложению Президиума сроком на четыре года; заместителями Генерального секретаря (по одному от континента), утверждаемыми Президиумом сроком на два года; администратором; руководителями проектов. Генеральный секретарь отвечает за обеспечение деятельности Ассоциации, готовит среднесрочный план развития Ассоциации, осуществляет мониторинг исполнения принятых Президиумом и Генеральной ассамблеей решений, осуществляет управление финансовой деятельностью Ассоциации. Генеральный секретарь, как и Президент МАЭСССИ, может представлять Ассоциацию в других международных организациях.

## Финансирование
Финансирование деятельности МАЭСССИ обеспечивается за счет членских взносов, размер которых определяет Генеральная ассамблея.
Некоторые члены Ассоциации участвуют в обеспечении деятельности Ассоциации посредством неденежных взносов (например, самостоятельно покрывают расходы по организации конференций, встреч рабочих групп, заседаний Президиума, Генеральной ассамблеи и иных мероприятий МАЭСССИ).

## Деятельность
В среднесрочном плане развития МАЭСССИ определены следующие приоритеты:
- совершенствование системы внутреннего управления за счет повышения уровня информированности и обеспечения прозрачности в ходе принятия решений, а также активного задействования членов Ассоциации;
- повышение осведомленности и степени взаимодействия;
- укрепление партнерства с международными организациями: МОТ, Экономический и Социальный Совет ООН (ЭКОСОС), Департамент ООН по экономическим и социальным вопросам (ДЭСВ);
- активизация взаимодействия и обмена опытом по определённым вопросам между членами Ассоциации;
- содействие созданию ЭСС в мире.

Ежегодно Генеральная ассамблея МАЭСССИ определяет рабочие темы Ассоциации. Задача Генерального секретариата — обеспечить отлаженный механизм взаимодействия между всеми членами Ассоциации в процессе работы над темами.
Каждая страна-председатель Ассоциации выносит на решение Генеральной ассамблеи ключевую тему своего председательства. Ранее темами председательства МАЭСССИ были: «Глобализация международной торговли и её последствия» (2000); «Устойчивое развитие как фактор борьбы с бедностью: развитие партнерства» (2003); «Создание условий для достойного, эффективного труда и влияние данного процесса на устойчивое развитие, в том числе непрерывный экономический рост и ликвидацию нищеты» (2006); «Активизация международного сотрудничества как фактор совместного развития и построения „гармоничного мира“» (2007); «Роль экономических и социальных советов и схожих институтов в новой системе мироустройства: экономический, социальный, экологический факторы» (2011); «Трудоустройство и социально-профессиональная интеграция молодежи: новые аспекты и роль организованных институтов гражданского общества» (2013); «Национальный человеческий капитал и новые источники национальной конкурентоспособности» (2015).
С 2007 года Ассоциацией утверждена премия за достижения в реализации Целей развития тысячелетия (ЦРТ). Первая церемония вручения премии МАЭСССИ состоялась в ноябре 2007 года в Бразилиа (Бразилия) при участии президента Бразилии Лулы да Силвы. Лауреатами премии стали общественные организации и институты гражданского общества, способствующие достижению первой ЦРТ — обеспечение всеобщего начального образования. Вторая церемония состоялась в июле 2011 года в Риме (Италия) при участии президента Итальянской Республики Джорджо Наполитано. Её лауреатами стали организации, способствующие достижению третей ЦРТ — расширение прав женщин. В третий раз премии МАЭСССИ вручались в Алжире (Алжир) в сентябре 2013 года организациям, чья деятельность направлена на достижение первой и восьмой ЦРТ — борьба с безработицей, обеспечение достойного, эффективного труда в целях искоренения бедности. Очередная церемония пройдет в Москве (Россия) в сентябре 2015 года. Лауреатами четвёртой премии станут ЭСС и схожие институты, деятельность которых относится к глобальной повестке развития после 2015 года (Post-2015 Development Agenda).
С 2009 года МАЭСССИ раз в два года проводит Международную летнюю школу для молодых представителей ЭСС и схожих институтов, участников социального диалога в своих странах. Первая Международная летняя школа прошла в августе 2009 года в Нордвейке (Нидерланды) на тему «Экономические и социальные советы в условиях глобализации». В сентябре 2012 года проект в рамках темы «Экономические и социальные советы и устойчивое развитие» был реализован в Шанхае (Китай). Третья Международная летняя школа на тему «Международное взаимодействие между экономическими и социальными советами и схожими институтами в целях глобального развития» состоялась в сентябре 2015 года в Кабардино-Балкарии (Россия).
Также Ассоциацией создана всемирная база данных, аккумулирующая информацию об экономических и социальных советах, схожих структурах, иных институтах гражданского общества мира.
Ежемесячно выходит электронный вестник МАЭСССИ на шести языках: английском, арабском, испанском, французском, итальянском и русском.

### Взаимодействие с международными организациями
В ходе 44-го пленарного заседания 10 октября 2001 года Экономический и Социальный Совет ООН (ЭКОСОС), по итогам рассмотрения заявления Международной ассоциации экономических и социальных советов и схожих институтов, принял решение в соответствии с п.79 регламента работы об участии Ассоциации в деятельности ЭКОСОС по вопросам, входящим в компетенцию Ассоциации, на постоянной основе, без права голоса. МАЭСССИ обладает статусом постоянного наблюдателя при ЭКОСОС как межгосударственная организация, что позволяет Ассоциации участвовать в обсуждениях наряду с представителями государств и неправительственными организациями, а также в ежегодных заседаниях сегмента высокого уровня в целях выражения позиции и взглядов ЭСС и схожих институтов.
В ноябре 2006 года Административным советом МОТ был рассмотрен вопрос о представительстве Международной ассоциации экономических и социальных советов и схожих институтов на мероприятиях МОТ и наоборот. Как только Генеральный директор МОТ получил заверения в том, что Международная организация труда будет приглашаться на все мероприятия МАЭСССИ, представляющие интерес для МОТ, встречные шаги были сделаны в отношении участия и представительства МАЭСССИ в ходе ежегодных сессий Конференции и иных мероприятий МОТ, представляющих интерес для Ассоциации, в том числе заседаний Административного совета. МАЭСССИ как межгосударственная ассоциация ежегодно принимает участие в Международной конференции труда.
В мае 2012 года МАЭСССИ и МОТ подписали соглашение о сотрудничестве. В развитие положений соглашения были проведены совместные конференции (12-13 октября 2010 года в Котону (Бенин): «Роль экономических и социальных советов в реализации Глобального пакта о рабочих местах»; 12-14 апреля 2011 года в Дакаре (Сенегал): «Оценка общественных стратегий и мер в сфере борьбы с безработицей: реализация Глобального пакта о рабочих местах»; 10-11 ноября 2011 года в Санто-Доминго (Доминиканская Республика): «Роль ЭСС в социальном диалоге»; 8-9 мая 2012 года в Женеве (Швейцария): «Минимальные социальные гарантии»; 3-4 декабря 2013 года в Мадриде (Испания): «О роли экономических и социальных советов и схожих институтов в преодолении последствий глобального, финансового, экономического кризиса, борьбе с безработицей»; 20-21 ноября 2014 года в Сеуле (Республика Корея): «Обеспечение норм минимальной защиты для всех»).
Кроме того, основываясь на опыте Европейского экономического и социального комитета (ЕЭСК) и Союза экономических и социальных советов Африки, МАЭСССИ стремится к развитию региональных интеграционных процессов и всех форм социального диалога на Севере, Юге, Востоке и Западе.